# Kyle Lafferty
Kyle Lafferty (ur. 16 września 1987 w Enniskillen) – północnoirlandzki piłkarz, grający na pozycji napastnika lub pomocnika w klubie Rangers F.C. i dla reprezentacji Irlandii Północnej.

## Kariera klubowa

### Burnley F.C.
Lafferty rozpoczął swoją karierę w małym klubie NFC Kesh, grającym w lokalnej lidze Fermanagh & Western League. W 2004 podpisał młodzieżowy kontrakt z drużyną Football League Championship, Burnley F.C. Bez żadnego doświadczenia znalazł się w pierwszej kadrze zespołu z Burnley. 6 sierpnia 2005 zaliczył swój debiut na zapleczu Premiership, zmieniając w 89. minucie meczu z Crewe Alexandra Garretha O’Connora.
W styczniu 2006 Lafferty został wypożyczony do klubu Darlington F.C. Przez rok gry w tym zespole zagrał dziewięć spotkań i strzelił trzy gole, w tym debiutancką bramkę przeciwko Notts County 7 stycznia. Do macierzystego klubu powrócił w styczniu 2007.
Pierwszy gol w seniorskiej kadrze Burnley miał miejsce w meczu przeciwko Luton Town – Lafferty wyrównał stan meczu na 1:1 30 kwietnia 2006. Do odejścia z klubu Lafferty zagrał w zespole 89 spotkań, strzelając 10 bramek.

### Rangers
Pod koniec sezonu 2007/2008 Lafferty ściągnął na siebie uwagę Wolverhampton Wanderers, Celtiku Glasgow i Rangers. Rywale Rangers zza miedzy jednak zostali odprawieni przez zawodnika z kwitkiem, a 16 czerwca 2008 Burnley zaakceptowało ofertę Rangers za zawodnika – 3 miliony funtów plus Alan Gow. Gow odrzucił propozycję Burnley, ale nie przeszkodziło to w transferze 21-letniego Ulsterczyka na Ibrox Park.
W niebieskiej koszulce zadebiutował 5 sierpnia 2008, wchodząc na ostatnie minuty meczu kwalifikacji do Ligi Mistrzów przeciw FBK Kowno. Premierowy gol Lafferty’ego w barwach Rangers miał miejsce w drugim ligowym występie 16 sierpnia z Heart of Midlothian.

### FC Sion
Po zakończeniu sezonu 2011/2012 Lafferty zdecydował się opuścić Rangers ze względów na kłopoty finansowe. Przeniósł się do szwajcarskiego FC Sion. Podpisał z tym klubem kontrakt na 3 lata.

### US Palermo
26 czerwca 2013 roku podpisał trzyletni kontrakt z US Palermo. Lafferty wraz z zespołem awansował do Serie A, strzelając 11 goli w 34 meczach. Jednak prezydent klubu stwierdził, że irlandzki piłkarz jest kobieciarzem, dlatego po jednym sezonie opuścił Palermo.

### Norwich City
27 czerwca 2014 roku Lafferty przeniósł się do Norwich City, podpisując trzyletni kontrakt z opcją przedłużenia o rok. 10 sierpnia 2014 roku zadebiutował w meczu z Wolverhampton Wanderers przegranym 0-1, wchodząc z do gry w 76 minucie.

#### Çaykur Rizespor
2 lutego 2015 roku został wypożyczony do tureckiego Çaykur Rizespor do końca sezonu 2014/15.

### Statystyki klubowe
| Sezon   | Klub            | Kraj       | Liga                    | Mecze | Bramki | Puchar Krajowe                        | Mecze | Bramki | Rozgrywki Europy                    | Mecze | Bramki |
| ------- | --------------- | ---------- | ----------------------- | ----- | ------ | ------------------------------------- | ----- | ------ | ----------------------------------- | ----- | ------ |
| 2005/06 | Burnley         | Anglia     | Championship            | 11    | 1      | Puchar Ligi Angielskiej               | 1     | 0      | –                                   | –     | –      |
| 2005/06 | Darlington      | Anglia     | League Two              | 9     | 3      | –                                     | –     | –      | –                                   | –     | –      |
| 2006/07 | Burnley         | Anglia     | Championship            | 36    | 3      | Puchar Ligi Angielskiej Puchar Anglii | 1     | 0      | –                                   | –     | –      |
| 2007/08 | Burnley         | Anglia     | Championship            | 39    | 5      | Puchar Ligi Angielskiej Puchar Anglii | 2 1   | 0      | –                                   | –     | –      |
| 2008/09 | Rangers         | Szkocja    | Scottish Premier League | 25    | 6      | Puchar Ligi Szkockiej Puchar Szkocji  | 3     | 1 2    | –                                   | –     | –      |
| 2009/10 | Rangers         | Szkocja    | Scottish Premier League | 28    | 7      | Puchar Ligi Szkockiej Puchar Szkocji  | 2 5   | 0      | Liga Mistrzów UEFA                  | 4     | 0      |
| 2010/11 | Rangers         | Szkocja    | Scottish Premier League | 31    | 11     | Puchar Ligi Szkockiej Puchar Szkocji  | 3 2   | 3 1    | Liga Mistrzów UEFA Liga Europy UEFA | 4     | 0      |
| 2011/12 | Rangers         | Szkocja    | Scottish Premier League | 20    | 7      | Puchar Ligi Szkockiej                 | 1     | 0      | –                                   | –     | –      |
| 2012/13 | FC Sion         | Szwajcaria | Swiss Super League      | 24    | 5      | –                                     | –     | –      | –                                   | –     | –      |
| 2013/14 | US Palermo      | Włochy     | Serie B                 | 34    | 11     | Puchar Włoch                          | 1     | 0      | –                                   | –     | –      |
| 2014/15 | Norwich City    | Anglia     | Championship            | 18    | 1      | Puchar Ligi Angielskiej Puchar Anglii | 1     | 0      | –                                   | –     | –      |
| 2014/15 | Çaykur Rizespor | Turcja     | Süper Lig               | 14    | 2      | –                                     | –     | –      | –                                   | –     | –      |
| 2015/16 | Norwich City    | Anglia     | Premier League          | 1     | 0      | Puchar Ligi Angielskiej               | 1     | 0      | –                                   | –     | –      |

## Kariera międzynarodowa
W roku 2006 Lafferty otrzymał pierwsze powołanie do seniorskiej kadry Irlandii Północnej na przedsezonowy obóz w USA. Zagrał tam dwa spotkania – z kadrami Rumunii i Urugwaju. Na pierwszego gola w barwach Ulsteru czekał do 16 sierpnia 2006, kiedy zapewnił zwycięstwo swojej drużynie w towarzyskim meczu z Finlandią.
Odtąd stanowił parę napastników razem z Davidem Healym podczas eliminacji do EURO 2008. Nic więc dziwnego, że w meczu z Liechtensteinem zdobył swoją pierwszą bramkę w meczu o punkty. Uratował także punkty w Sztokholmie, gdzie wyrównał stan meczu z gospodarzami na 1:1.
| #  | Data                 | Lokalizacja                | Przeciwnik    | Gol na | Wynik | Rozgrywki        |
| -- | -------------------- | -------------------------- | ------------- | ------ | ----- | ---------------- |
| 1  | 16 sierpnia 2006     | Helsinki, Finlandia        | Finlandia     | 2–0    | 2–1   | Mecz towarzyski  |
| 2  | 22 sierpnia 2007     | Belfast, Irlandia Północna | Liechtenstein | 3–0    | 3–1   | Kwal. do ME 2008 |
| 3  | 17 października 2007 | Solna, Szwecja             | Szwecja       | 1–1    | 1–1   | Kwal. do ME 2008 |
| 4  | 26 marca 2008        | Belfast, Irlandia Północna | Gruzja        | 1–0    | 4–1   | Mecz towarzyski  |
| 5  | 26 marca 2008        | Belfast, Irlandia Północna | Gruzja        | 3–0    | 4–1   | Mecz towarzyski  |
| 6  | 15 października 2008 | Belfast, Irlandia Północna | San Marino    | 3–0    | 4–0   | Kwal. do MŚ 2010 |
| 7  | 5 września 2009      | Chorzów, Polska            | Polska        | 0-1    | 1-1   | Kwal. do MŚ 2010 |
| 8  | 12 października 2010 | Toftir, Wyspy Owcze        | Wyspy Owcze   | 1-1    | 1-1   | Kwal. do ME 2012 |
| 9  | 15 sierpnia 2012     | Belfast, Irlandia Północna | Finlandia     | 2-0    | 3-3   | Mecz towarzyski  |
| 10 | 2 sierpnia 2013      | Budapeszt, Węgry           | Węgry         | 2-1    | 2-1   | Kwal. do ME 2016 |
| 11 | 11 października 2014 | Belfast, Irlandia Północna | Wyspy Owcze   | 2-0    | 2-0   | Kwal. do ME 2016 |
| 12 | 14 października 2014 | Pireus, Grecja             | Grecja        | 2-0    | 2-0   | Kwal. do ME 2016 |
| 13 | 29 marca 2015        | Belfast, Irlandia Północna | Finlandia     | 1-0    | 2-1   | Kwal. do ME 2016 |
| 14 | 29 marca 2015        | Belfast, Irlandia Północna | Finlandia     | 2-0    | 2-1   | Kwal. do ME 2016 |